# Альтенбургское деление
Альтенбургское деление (нем. Altenburger Teilung) — план раздела веттинских владений, который был предложен саксонскими сословиями 10 сентября 1445 года в Альтенбурге.
После смерти Фридриха IV Миролюбивого его племянники, курфюрст Фридрих II и герцог Вильгельм III, стали наследниками. Но они отвергли план раздела и их спор о веттинских территориях привёл к Саксонской братской войне (1446—1451), которая закончилась лишь через пять лет, в 1451 году, Наумбургским миром.

## Ситуация в роду Веттинов
Саксонская ветвь Веттинов постепенно сконцентрировала в своих руках большое количество владений, включая Тюрингию, маркграфство Мейсен, герцогство Саксония и курфюршество Саксония. В начале XV века почти всеми этими владениями стал править Фридрих I, курфюрст Саксонии и маркграф Мейсена — за исключением Тюрингии, где правил его кузен Фридрих IV Мирный.
У Фридриха I было семеро детей, из них четверо — сыновья (Фридрих, Вильгельм, Генрих и Сигизмунд), к которым и перешёл контроль над землями после смерти отца в 1428 году. Генрих умер в 1435 году, а Сигизмунда вынудили отказаться от претензий, и в 1440 году он стал епископом Вюрцбургским. Старший из оставшихся двух братьев, Фридрих II, взял под свой контроль курфюршество Саксония и земли вокруг Виттенберга, а оставшимися управлял совместно с Вильгельмом. Всё шло мирно, пока в 1440 году не умер бездетным Фридрих IV, и братья не унаследовали его владения в Тюрингии, а также титул ландграфа Тюрингии.

## Раздел
Братья не могли прийти к соглашению о Тюрингии, и 16 июля 1445 года в Альтенбурге приняли решение о разделе земель. Однако, когда 16 сентября 1445 года в Лейпциге Фридрих II выбрал себе западную часть, а не маркграфство Мейсен, то Вильгельм не согласился с этим. 11 декабря того же года они попытались примириться на встрече в монастыре Нойверк в Галле, где судьями выступили магдебургский архиепископ Фридрих III, бранденбургский курфюрст Фридрих II и ландграф Нижнего Гессена Людвиг II, однако мирного решения вопроса найти не удалось. В результате в 1446 году началась Саксонская братская война, завершившаяся Наумбургским миром лишь 27 января 1451 года.
После смерти Фридриха II в 1464 году его земли унаследовали сыновья Эрнст и Альбрехт. Когда в 1482 году умер Вильгельм III, Эрнст аннексировал Тюрингию. В 1485 году Эрнст и Альбрехт по-новому переделили наследственные земли. Этот раздел привёл к ослаблению Саксонского курфюршества.